# 放珠镇
27°14′38″N 104°57′07″E / 27.243905°N 104.951813°E
放珠镇，是中华人民共和国贵州省毕节市七星关区下辖的一个乡镇级行政单位。

## 行政区划
放珠镇下辖以下地区：
瓷厂社区、放珠村、法桥村、木桶沟村、哩东村、曹家村、播乐沟村、白泥村、邵家村、毛家屯村、长沟村、碗厂村、天桥村、永安村和海螺村。